# The Wheels of Justice (film 1915)
The Wheels of Justice è un film muto del 1915 diretto da Theodore Marston. Il soggetto si deve a Edward J. Montagne che curò anche la sceneggiatura della pellicola.

## Trama
A un ricevimento, Ralph Brooks incontra Rita Reynolds, la moglie di un ricco broker. Per attirarsi le simpatie dell'uomo, Rita esagera nel descrivere la brutalità del marito nei suoi confronti e, progettando di fuggire con Ralph, la donna decide di rubare il denaro conservato nella cassaforte di Reynolds. Ma il marito la sorprende e, sospettando il tradimento di Rita, cerca di spararle ma, nella lotta che ne segue, resta ucciso. Quando telefona alla polizia per denunciare l'accaduto, la donna nasconde di essere lei la responsabile e, dopo essere stata respinta da Ralph, lo accusa di essere stato lui a sparare. Arrestato, Ralph subisce un processo che lo condanna a venti anni di carcere.
In cella, Ralph aiuta il suo compagno di detenzione, "Tug" Riley, a ravvedersi. Nel frattempo, "Red" Hall, un ladro che aveva assistito alla scena della morte di Reynolds, ricatta Rita. Ma il denaro ben presto si esaurisce. Hall, allora, progetta di farle organizzare un ricevimento così da offrire a lui l'occasione di poter derubare i ricchi ospiti di Rita.
Ralph e Riley evadono dal carcere. Quando Hall offre a Riley di poter partecipare alla rapina, quest'ultimo accetta. Ma poi si accorda con la polizia per mettere le mani sul ladro. Al ricevimento, partecipa anche Ralph, mascherato come il morto Reynolds: spaventata, Rita finisce per confessare di aver sparato lei al marito. Finalmente Ralph è libero di tornare da sua madre e dalla fidanzata.

## Produzione
Il film fu prodotto dalla Vitagraph Blue Ribbon (Vitagraph Company of America).

## Distribuzione
Il copyright del film, richiesto dalla Vitagraph, fu registrato il 23 febbraio 1915 con il numero LP4509.
Nei titoli, appaiono i nomi di J. Stuart Blackton e di Albert E. Smith come presentatori.
Il film fu proiettato in prima il 14 febbraio 1915 al Vitagraph Theatre di New York. Inizialmente, nel febbraio 1915, fu distribuito dalla General Film Company in maniera limitata. In seguito, la V-L-S-E ne curò la distribuzione in tutte le sale degli Stati Uniti, facendolo uscire sul mercato il 22 agosto 1915.
Non si conoscono copie ancora esistenti della pellicola che viene considerata presumibilmente perduta.